# Надежда Алексиева
Надежда Алексиева е българска биатлонистка.
Родена е на 14 август 1969 година в Димитровград. Завършва спортното училище в Чепеларе, след което се състезава в националния отбор. През 1989 година получава сребърен медал в щафетата на световното първенство, а през 1991 година – в отборното класиране. На Олимпийските игри в Албервил през 92 година Надежда Алексиева, заедно със Силвана Благоева и Ива Шкодрева завършват на четвърто място в щафетата в биатлона.